# Kecskéd
Kecskéd é um município da Hungria, situado no condado de Komárom-Esztergom. Tem 11,08 km² de área e sua população em 2015 foi estimada em 1.990 habitantes.